# Szász–Coburg–Gothai-ház
A Szász–Coburg–Gothai-ház eredetileg a Szász–Coburg–Gotha Hercegség uralkodói dinasztiája volt, melyből később több európai ország uralkodói is származtak. A család tagjai jelentős szerepet játszottak a 19. századi európai történelemben. A család brit ága 1917 óta a Windsor-ház nevet viseli.

## A dinasztia történelme
A Szász–Coburg–Gotha család a Wettin-ház oldalága. A dinasztia tagjai a 19. században megszerezték számos európai ország trónját, így I. Lipót leszármazottai Belgium uralkodói lettek (a jelenlegi király Fülöp), a dinasztia másik ágában pedig Albert herceg leszármazottai az Egyesült Királyság és a csatolt nemzetközösségi területek uralkodói. 1917-ben V. György brit király megváltoztatta a család nevét, és a németes hangzású Szász–Coburg–Gothai-ház helyett a Windsor-ház nevet vette fel.
I. Ernő herceg öccse 1831-ben I. Lipót néven foglalta el az újonnan önállósult Belgium trónját, leszármazottai továbbra is a belgák királyai. Lipót király leánya, Sarolta hercegnő I. Miksa mexikói császár felesége volt az 1860-as években, mielőtt a mexikói felkelők megbuktatták a császárpárt. Ernő unokaöccse, Ferdinánd, 1836. január 1-jén feleségül vette II. Mária portugál királynőt. Leszármazottai voltak a Portugál Királyság uralkodói, 1910-ig a köztársaság kiáltásáig.
A család másik ágának férfi tagja, szintén Ferdinánd herceg, 1887. július 7-én Bulgária cárja lett és utódai egészen 1946-ig uralkodtak, amikor a Vörös Hadsereg által megszállt Bulgária köztársasági államformát vett fel. A Bulgária-ház jelenlegi feje, a korábbi II. Simeon bolgár cár, hivatalos neve Szimeon Szakszkoburggotszki és 2001. július 24-én szabad választásokon elnyerte Bulgária miniszterelnökségét. A történelem során ez volt az első alkalom, hogy egy elűzött uralkodó demokratikus választások eredményeként tért vissza országa élére.
1826-ban a család egyik ága a magyarországi Koháry család örökébe lépett és felvette a Szász–Coburg–Gotha–Koháry nevet. A család eredetileg protestáns vallású volt, de az Osztrák–Magyar Monarchia alattvalóiként áttértek a katolikus hitre. A család hatalmas birtokokat uralt Magyarországon és Ausztriában, Fuerst környékén. Sikeres házassági politikájuk révén a család leszármazottai házasságot kötöttek a brazil Leopoldina de Bourbon e Bragança hercegnővel, József Károly Lajos osztrák főherceggel, a francia Mária Klementina királyi hercegnővel, I. Lajos Fülöp francia király leányával, a belga királyi családból származó Lujza Mária hercegnővel (1858–1924), valamint a szász hercegi család egyik hercegnőjével.

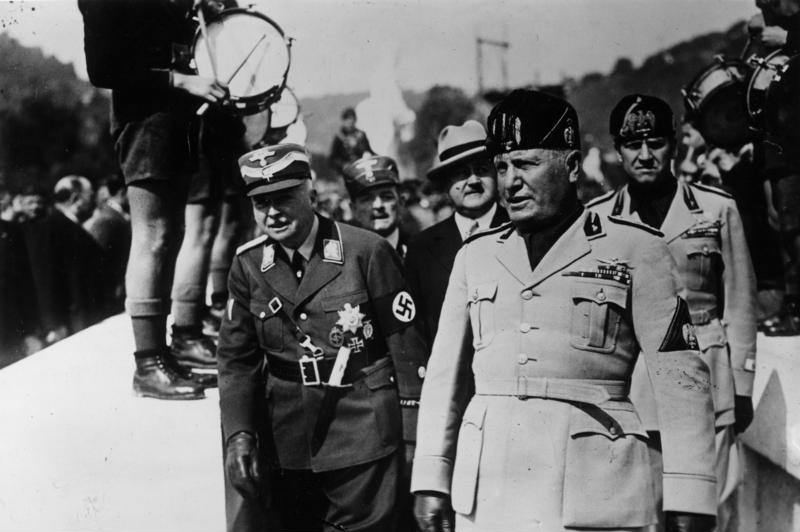
Károly Eduárd herceg (1884–1954), a Német Vöröskereszt elnöke, látogatóban Mussolininél Rómában, 1938. március 19-én.

### A dinasztia főágának tagjai

#### Hercegek 1826–1918 között
- I. Ernő (1826–1844)
- II. Ernő (1844–1893)
- Alfréd (1893–1900)
- Károly Eduárd (1900–1918)

#### A dinasztia rangidős vezetője 1918 után
- Károly Eduárd herceg (1918–1954)
- Frigyes Jósiás herceg (1954–1998)
- András herceg (1998–2025)
- Hubertus herceg (2025–)

### A dinasztia oldalágainak tagjai

#### A belgák királyai
- I. Lipót (1831–1865)
- II. Lipót (1865–1909)
- I. Albert (1909–1934)
- III. Lipót (1934–1951)
- I. Baldvin (1951–1993)
- II. Albert (1993–2013)
- Fülöp király (2013-)

Az első világháború alatt I. Albert király szintén elhatározta, hogy megváltoztatja a család nevét, de a brit uralkodókkal szemben ezt a nyilvánosság mellőzésével, titokban hajtották végre és nem rögzítették királyi rendeletben. Ezért Belgiumon kívül, és igen sokszor a belgák között is fennmaradt az a hiedelem, hogy a belga uralkodók hivatalos neve a Szász–Coburg–Gotha. Azonban a család már hivatalosan a van België, de Belgique vagy von Belgien („Belgiumi”, az ország három hivatalos nyelvén) megnevezést használja, tehát II. Albert hivatalos neve is Albert II. van België, de Belgique vagy von Belgien. Mivel Belgiumban a holland, a francia és a német is hivatalos nyelv, és a király nem akart preferenciát mutatni egyik nyelv felé sem, ezért a hivatalos címben mindhárom nyelven szerepel a megnevezés, amelyet hivatalos dokumentumok, személyazonosító okmányok, házassági és anyakönyvi kivonatok is feltüntetnek.
Amennyiben a királyi család egyik tagja elfoglalja a trónt, nevét hivatalosan megváltoztatja der Belgen – des Belges – der Belgier („a belgáké”)-ra, ezzel is utalva, hogy a király a belga nép akaratából került a trónra.

#### Portugália királyai
- V. Péter (1853–1861)
- I. Lajos (1861–1889)
- I. Károly (1889–1908)
- II. Mánuel (1908–1910) (meghalt: 1932)

1910-ben polgári forradalom söpörte el a királyságot: október 5-én kikiáltották a Portugál Köztársaságot.

#### Bulgária cárjai
- I. Ferdinánd (1887–1918)
- III. Borisz (1918–1943)
- II. Simeon (1943–1946), 2001–2005 között Bulgária miniszterelnöke, majd utána a koalíciós kormány tagja.[2][3]

#### Nagy-Britannia uralkodói
- VII. Eduárd (1901–1910)
- V. György (uralkodott 1910–1936 között, de 1917-ben a dinasztia nevét Windsor-házra változtatta).

A brit monarchia hivatalos weboldala szerint az egyetlen Szász–Coburg–Gotha-házból származó uralkodó VII. Eduárd volt, aki kilenc éven át uralkodott. Utóda, V. György király az első világháború alatt felerősödött németellenes hangulatra reagálva megváltoztatta németes hangzású családnevét.

#### Magyarországi ág
A Szász–Coburg család magyarországi gyökerei 1790-es évekig nyúlik vissza, amikor is az 1791. évi 71. törvénycikk által Josiás herceg (1737–1815) honfiúsíttatott.
A magyar ág alapjait azonban Ferdinánd György herceg (1785. március 25. – 1851. augusztus 7.) (Ferdinánd szász–coburg–gothai herceg) rakta le, Koháry Mária Antóniával kötött házassága révén. Ferdinánd György herceg altábornagyi rangot viselt, és egy lovasezred tulajdonosa volt. Felesége az utolsó szitnyai és csábrági Koháry Ferenc herceg kancellár leánya volt. Házasságukat 1816. január 2-án kötötték.
Utódaik örökölték a Koháry család birtokait is, és – miután az 1827. évi XLI. törvénycikk alapján Ferdinánd György herceget honfiúsították, nagyapja (Ernő, 1724–1800) testvérének, Josiás (1737–1815) hercegnek, valamint apósának érdemeire hivatkozva – a Coburg–Koháry nevet viselték. Négy gyermekük született:
- Ferdinand August Franz Anton (1816–1885), 1837-től II. Ferdinánd néven Portugália királya.
- Ágost Lajos Viktor (1818–1881), aki 1843-ban Marie-Clémentine d’Orléans francia királyi hercegnőt (1817–1907)(wd), Lajos Fülöp király leányát vette feleségül, 1875. február 4-én
  - Fülöp Ferdinánd Mária Ágoston Rafael (1844. március 28. – 1921. július 3., néhol: Coburg Fülöp herceg), az aranygyapjas rend lovagja, cs. és kir. vezérőrnagy, a magyar főrendiház tagja. Felesége Lujza Mária Amália hercegnő, II. Lipót belga király leánya.
    - Lipót Kelemen Fülöp Ágoston Mária (Leopold Clement Philipp August Maria) (Szentantal, 1878. július 19. –  Bécs, 1916. április 27.); halálát egy prostituált által arcába öntött sav okozta.
    - Dorottya Mária Henrietta Auguszta Lujza (Dorothea Maria Henriette Auguste Louise) (Bécs, 1881. április 30. – Taxis, Württemberg, 1967. január 21.)

  - Ágoston Lajos Mária (Ludwig August) (1845. augusztus 8. – 1907. szeptember 14.), aki Leopoldina Terézia brazil császári hercegnőt vette feleségül, és a Brazíliai Császárság flottájának tengernagya lett.
  - Szász–Coburg–Koháry Klotild Mária Adél Amália (Marie Adelhaid Amalie Clotilde) (1846. július 8. – 1927. június 3.), férje a Habsburg–Lotaringiai-ház magyar ágából származó József Károly Lajos főherceg, honvéd tábornok.
  - Amália Mária Lujza Franciska (1848. október 23. – 1894. május 6.), férje Miksa Emánuel bajor herceg, Erzsébet magyar királyné öccse.
  - Ferdinánd Miksa Károly Lipót Mária (1861. február 26. – 1948. szeptember 10.), a későbbi I. Ferdinánd bolgár cár.
- Lipót Ferenc Julius (1824–1884)
- Viktória Franciska Antónia Julianna Lujza (1822–1857), aki 1840-ben feleségül ment Louis Charles Philippe Raphael d’Orléans francia királyi herceghez (1814–1896), Nemours hercegéhez, Lajos Fülöp király fiához.

## Külső hivatkozások
- A Szász–Coburg–Gotha dinasztia hivatalos honlapja
- Szászország királyi és hercegi családjai
- Belgium királyi családja
- Bulgária királyi családja
- Nagy-Britannia királyi családja (ma Windsor-ház)
- Portugália királyi családja
- Magyar Nemzetségi Zsebkönyv